# YES (Mika Nakashima-album)
YES is het vijfde (studio)album van de Japanse zangeres Mika Nakashima.

## Tracks

### Cd
1. I Love You (albumversie)
2. Mienai Hoshi (見えない星)
3. Sunao na Mama (素直なまま)
4. Cry No More
5. All Hands Together
6. Dance with the Devil
7. Black & Blue
8. Joy
9. The Dividing Line
10. My Sugar Cat
11. Yogoreta Hana (汚れた花)
12. Going Back Home
13. Kinenka (祈念歌)
14. What a Wonderful World

### Dvd
1. Opening
2. Cry No More
3. Black & Blue
4. All Hands Together
5. My Sugar Cat
6. Mienai Hoshi (見えない星)
7. I Love You
8. What a Wonderful World
9. Ending Roll